# Gás de exaustão

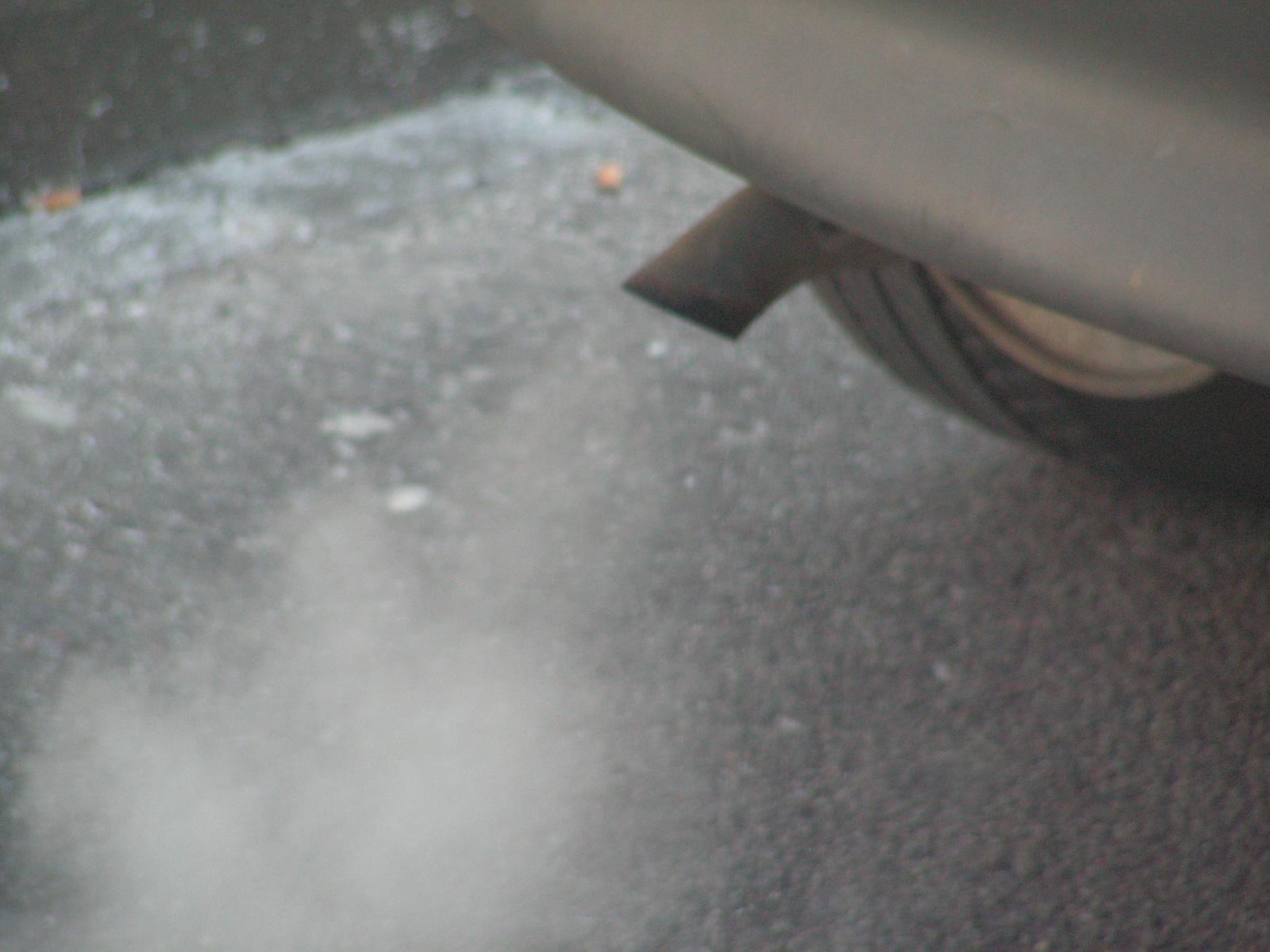
Gases de exaustão de automóvel.

Gás de exaustão é gás expelido por chaminé, tubo de escapamento, etc, o qual ocorre como resultado de uma combustão de combustíveis tais como o gás natural, gasolina, diesel ou outro derivado de petróleo, óleo combustível ou carvão, e que é desprendido, finalmente, na atmosfera.
Ainda que em grande parte seja composto do relativamente inofensivo dióxido de carbono (mas não quanto ao efeito estufa), outra parte se compõe de substâncias nocivas ou tóxicas como o monóxido de carbono (CO), hidrocarbonetos, óxidos de nitrogênio (NOx), dióxido de enxofre (especialmente para frações de petróleo mais pesadas, como o óleo combustível) e aerossóis. Os gases de combustão do óleo diesel têm um odor característico.
Os gases de exaustão dos motores movidos a álcool e metanol podem conter ainda aldeídos, como o acetaldeído e ácido acético.